# R U Tuff Enuff (singolo)
R U Tuff Enuff è un singolo della cantante statunitense Rebbie Jackson, il secondo estratto dall'album omonimo R U Tuff Enuff. La versione del brano presente sul singolo differisce da quella dell'album per l'aggiunta di una parte rappata di Melle Mel.

## Successo commerciale
Il singolo raggiunse la posizione numero 78 nella classifica rhythm and blues di Billboard.

## Tracce
1. R U Tuff Enuff (12" Version) – 7:45
2. R U Tuff Enuff - with Melle Mel (7" Version) – 4:05
3. R U Tuff Enuff (Dub Mix) – 6:20
4. R U Tuff Enuff (7" Instrumental) – 4:15

## Classifiche
| Classifica (1988)                              | Posizione |
| ---------------------------------------------- | --------- |
| Classifica rhythm and blues di Billboard (USA) | 78        |